# Tokutarō Ukon
Tokutarō Ukon (jap. 右近 徳太郎 Ukon Tokutarō; ur. 23 września 1913 w Kobe, zm. 15 września 1944 na Wyspie Bougainville’a) – japoński piłkarz, reprezentant kraju.

## Kariera klubowa
Grał w klubie Kobe Club.

## Kariera reprezentacyjna
Karierę reprezentacyjną rozpoczął w 1934, a zakończył w 1940 roku. W sumie w reprezentacji wystąpił w pięciu spotkaniach. Został powołany do kadry na Igrzyska Olimpijskie 1936.

## Statystyki
| Reprezentacja Japonii | Reprezentacja Japonii | Reprezentacja Japonii |
| Rok                   | Mecze                 | Gole                  |
| --------------------- | --------------------- | --------------------- |
| 1934                  | 2                     | 0                     |
| 1935                  | 0                     | 0                     |
| 1936                  | 2                     | 1                     |
| 1937                  | 0                     | 0                     |
| 1938                  | 0                     | 0                     |
| 1939                  | 0                     | 0                     |
| 1940                  | 1                     | 0                     |
| Razem                 | 5                     | 1                     |